# Лоухи, Кристийна
Кристийна Лоухи (урождённая Виберг) (фин. Kristiina Louhi; 1 мая 1950, Хельсинки, Финляндия) — финская художница, книжный график, иллюстратор, дизайнер и прозаик. Лауреат высшей государственной награды Финляндии для деятелей искусств Pro Finlandia (2014) и крупнейшей премии Финляндии в области детской и юношеской литературы Finlandia Junior (2004).

## Биография
В 1970—1975 годах изучала графический дизайн в Высшей школе искусств, дизайна и архитектуры Университета Аалто. Получила специальность — книжная графика.
Автор детских книг.
С 1984 года издаёт серию детских книг «Айно», которые были переведены и опубликованы более чем на десяти языках и не раз удостаивались наград. В книгах рассказывается о жизни обычной финской девочки.
В 1993 году начала публиковать серию книг Tomppa, первая часть которой Our Tomppa, была удостоена награды самой красивой книги года в том же году.
За годы своей работы создала на страницах детских книг немало великанов, троллей, принцесс и других сказочных героев, которые передают дух её родной страны.
В дополнение к своим собственным работам, К. Лоухи проиллюстрировала произведения многих детских писателей Финляндии, в том числе, Кирси Куннас и Ханну Мякеля.
Также иллюстрировала учебники.
В 1998—2003 годах была замужем за писателем Ханну Мякеля. У неё трое детей от первого брака с кинорежиссёром Сеппо Лоухе.

## Награды и премии
- 1987 — Триеннале иллюстраций в Миккели
- 1987 — Премия писателей Weilin + Göös
- 1988 — Бронзовая медаль Эзры Джека Китса
- 1988 — Государственная премия 1988 года в области детской культуры
- 1989 — Премия Рудольфа Койву иллюстратору детской и юношеской литературы
- 1991 — Почётная грамота IBBY
- 1992 — Премия ЮНИСЕФ «Художник года» (на Болонской ярмарке детской книги)
- 1993 — Премия за самую красивую книгу года
- 1994 — Премия Финляндии за книгу с картинками
- 1997 — Государственная премия 1997 года за подачу информации
- 2001 — Премия Каарины Хелакиса
- 2002 — Премия союза финских писателей «Сова»
- 2003 — Государственный пятилетний грант для художников
- 2004 — Finlandia Junior
- 2004 — Премия за самую красивую книгу года
- 2005 — Признание Большого финского книжного клуба
- 2008 — Elsa Enäjärvi-Haavio Award
- 2009 — Трёхлетний грант Финского культурного фонда
- 2014 — Pro Finlandia
- 2014 — Премия за жизненные заслуги